# Cordia
Genre
Classification phylogénétique
Classification APG IV (2016)
Cordia est un genre d'arbustes et d'arbres de la famille des Cordiaceae selon la classification phylogénétique APG IV (2016) (anciennement inclus dans les Boraginaceae). Environ 300 espèces ont été identifiées dans le monde entier, principalement dans les régions  chaudes. 
Beaucoup de Cordia ont des fleurs odorantes voyantes et sont très prisées dans les jardins, même s'ils ne sont pas particulièrement rustiques. Comme la plupart des Boraginaceae, la plupart ont des feuilles poilues.
À la suite d'études de biologie moléculaire, environ 100 espèces du genre Cordia, originaires des Amériques tropicales et tempérées chaudes (de l'Arizona à l'Argentine), ont été réattribuées au genre Varronia P. Browne,,.

## Étymologie
Le nom de Cordia a été attribué par Carl von Linné en l'honneur du médecin et botaniste allemand Valerius Cordus.

## Utilisation
Certaines espèces sont utilisées comme nourriture par les larves de certains lépidoptères, comme  Endoclita malabaricus et deux Bucculatricidae se nourrissent uniquement de Cordia: Bucculatrix caribbea et Bucculatrix cordiaella.
Un certain nombre d'espèces tropicales ont des fruits comestibles, connus sous une grande variété de noms anglophones: clammy cherries, glue berries, sebesten ou snotty gobbles. En Inde, les fruits des espèces locales sont utilisés comme légumes, crus, cuits ou marinés, et sont connus sous plusieurs noms dont lasora en hindi. Une de ces espèces, Cordia dichotoma  est appelée Gunda ou Tenti dela  en hindi et lasura en népalais. Son fruit est appelé phoa-po-chi (破布子), 樹子仔, ou 樹子 à Taiwan où il est mangé mariné.
Cordia elaeagnoidea est utilisé pour la fabrication d'instruments à vent de la famille des bois.

## Liste des espèces

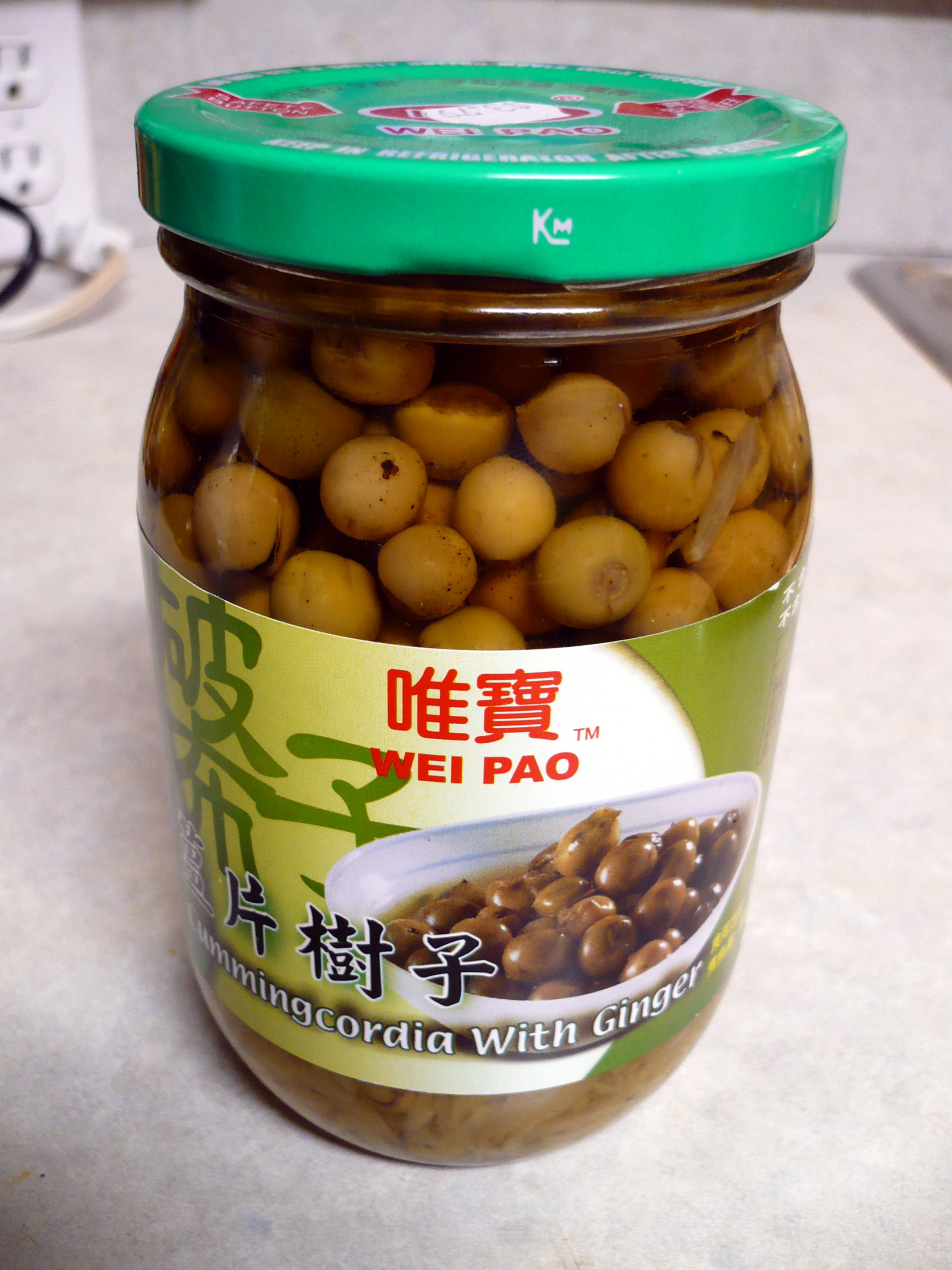
Bocal taiwanais de fruits de Cordia dichotoma

Selon The Plant List :

### Espèces valides
- Cordia aberrans I.M.Johnst.
- Cordia acunae (Moldenke) Alain
- Cordia acuta Pittier
- Cordia acutifolia Fresen.
- Cordia affinis Fresen.
- Cordia africana Lam.
- Cordia alba (Jacq.) Roem. & Oken
- Cordia allartii Killip
- Cordia alliodora (Ruiz & Pav.)
- Cordia ambigua Schltdl. & Cham.
- Cordia americana (L.) Gottschling &
- Cordia anabaptista Cham.
- Cordia andersonii Gürke
- Cordia andreana Estrada
- Cordia anisodonta Urb.
- Cordia anisophylla J.S.Mill.
- Cordia appendiculata Greenm.
- Cordia araripensis Rizzini
- Cordia areolata Urb.
- Cordia aristeguietae G.Agostini
- Cordia aspera G.Forst.
- Cordia aurantiaca Baker
- Cordia axillaris I.M.Johnst.
- Cordia badeava Urb. & Ekman
- Cordia bahamensis (Millsp.) Urb.
- Cordia balanocarpa Brenan
- Cordia bantamensis Blume
- Cordia baracoensis Urb.
- Cordia barahonensis Urb.
- Cordia barbata Estrada
- Cordia bellonis Urb.
- Cordia bequaertii De Wild.
- Cordia bicolor A.DC.
- Cordia bifurcata Roem. & Schult.
- Cordia blancoi S.Vidal
- Cordia bogotensis Benth.
- Cordia boissieri A.DC.
- Cordia bombardensis Urb. & Ekman
- Cordia bonplandii Roem. & Schult.
- Cordia bordasii Schinini
- Cordia borinquensis Urb.
- Cordia braceliniae I.M.Johnst.
- Cordia brachytricha Fresen.
- Cordia brasiliensis (I.M.Johnst.) Gottschling & J.S.Mill.
- Cordia bridgesii (Friesen) I.M.Johnst.
- Cordia brittonii (Millsp.) J.F.Macbr.
- Cordia brownei (Friesen) I.M.Johnst.
- Cordia brunnea Kurz
- Cordia buddleoides Rusby
- Cordia bullata (L.) Roem. &
- Cordia bullulata Killip ex Estrada
- Cordia buxifolia Juss. ex Poir.
- Cordia cabanayensis Gaviria
- Cordia caffra Sond.
- Cordia calcicola Urb.
- Cordia calocephala Cham.
- Cordia calocoma Miq.
- Cordia campestris Warm.
- Cordia candidula (Miers) I.M.Johnst.
- Cordia caput-medusae Taub.
- Cordia cardenasiana J.S.Mill.
- Cordia chabrensis Urb. & Ekman
- Cordia chaetodonta Melch.
- Cordia chamissoniana G.Don
- Cordia cicatricosa L.O.Williams
- Cordia cinerascens A.DC.
- Cordia clarendonensis (Britton) Stearn
- Cordia clarkei Brace ex Prain
- Cordia claviceps Urb. & Ekman
- Cordia cochinchinensis Gagnep.
- Cordia colimensis I.M.Johnst.
- Cordia collococca L.
- Cordia colombiana Killip
- Cordia coloradiphila Gilli
- Cordia copulata Poir.
- Cordia corallicola Urb.
- Cordia corchorifolia A.DC.
- Cordia cordiformis I.M.Johnst.
- Cordia coriacea Killip
- Cordia correae J.S.Mill.
- Cordia crassifolia Killip
- Cordia cremersii Feuillet
- Cordia crenata Delile
- Cordia crenatifolia Rizzini
- Cordia crispiflora A.DC.
- Cordia croatii J.S.Mill.
- Cordia curassavica (Jacq.) Roem. & Roem.
- Cordia curbeloi Alain
- Cordia cylindrostachya (Ruiz & Pav.)   Schult.
- Cordia cymosa (Donn.Sm.) Standl.
- Cordia dardanoi Taroda
- Cordia decandra Hook. & Arn.
- Cordia decipiens I.M.Johnst.
- Cordia dependens Urb. & Ekman
- Cordia dewevrei De Wild. &
- Cordia dichotoma G.Forst.
- Cordia diffusa K.C.Jacob
- Cordia dillenii Spreng.
- Cordia discolor Cham.
- Cordia diversifolia Pav. ex A.DC.
- Cordia dodecandra A.DC.
- Cordia dodecandria Sessé & Moc.
- Cordia domestica Roth
- Cordia domingensis Lam.
- Cordia duartei Borhidi & O.Muñiz
- Cordia dubiosa Blume
- Cordia dumosa Alain
- Cordia dusenii Gürke
- Cordia dwyeri Nowicke
- Cordia ecalyculata Vell.
- Cordia eggersii K.Krause
- Cordia elaeagnoides A.DC.
- Cordia ellenbeckii Gürke ex Vaupel
- Cordia elliptica Sw.
- Cordia ensifolia Urb.
- Cordia eriostigma Pittier
- Cordia erythrococca Griseb.
- Cordia exaltata Lam.
- Cordia exarata Urb.
- Cordia expansa Lingelsh.
- Cordia fallax I.M.Johnst.
- Cordia fanchoniae Feuillet
- Cordia fasciata Leonard & Alain
- Cordia fasciculata Urb. & Ekman
- Cordia faulknerae Verdc.
- Cordia fischeri Gürke
- Cordia fissistyla Vollesen
- Cordia fitchii Urb.
- Cordia flava (Andersson) Gürke
- Cordia foliosa M.Martens & Galeotti
- Cordia fragrantissima Kurz
- Cordia fuertesii Estrada
- Cordia fulva I.M.Johnst.
- Cordia furcans I.M.Johnst.
- Cordia galapagensis Gürke
- Cordia galeottiana A.Rich.
- Cordia gardneri I.M.Johnst.
- Cordia gentryi J.S.Mill.
- Cordia gerascanthus L.
- Cordia gibberosa Urb. & Ekman
- Cordia gilletii De Wild.
- Cordia glabrata (Mart.) A.DC.
- Cordia glandulosa Fresen.
- Cordia glazioviana (Taub.) Gottschling &
- Cordia globifera W.W.Sm.
- Cordia globulifera I.M.Johnst.
- Cordia goeldiana Huber
- Cordia goetzei Gürke
- Cordia gracilipes I.M.Johnst.
- Cordia grandicalyx Oberm.
- Cordia grandiflora (Desv.) Kunth
- Cordia grandis Roxb.
- Cordia greggii Torr.
- Cordia grisebachii Urb.
- Cordia guacharaca Gaviria
- Cordia guanacastensis Standl.
- Cordia guaranitica Chodat & Hassl.
- Cordia guerkeana Loes.
- Cordia guineensis Thonn.
- Cordia haitiensis Urb.
- Cordia harara Beck
- Cordia harleyi Taroda
- Cordia harrisii Urb.
- Cordia hartwissiana Regel
- Cordia hatschbachii J.S.Mill.
- Cordia heccaidecandra Loes.
- Cordia heterophylla Roem. & Schult.
- Cordia holguinensis Borhidi & O.Muñiz
- Cordia hookeriana Gürke
- Cordia iberica Urb.
- Cordia ignea Urb. & Ekman
- Cordia iguaguana Melch. ex I.M.Johnst.
- Cordia igualensis Bartlett
- Cordia inermis (Mill.) I.M.Johnst.
- Cordia insignis Cham.
- Cordia integrifolia (Desv.) Roem. &
- Cordia intermedia Fresen.
- Cordia intonsa I.M.Johnst.
- Cordia intricata C.Wright
- Cordia jamaicensis I.M.Johnst.
- Cordia jeremiensis Urb. & Ekman
- Cordia kingstoniana J.S.Mill.
- Cordia koemariae J.S.Mill.
- Cordia krauseana Killip
- Cordia laevifrons I.M.Johnst.
- Cordia laevigata Lam.
- Cordia laevior I.M.Johnst.
- Cordia lamprophylla Urb.
- Cordia lanceolata (Desv.) Kunth
- Cordia lantanoides Spreng.
- Cordia lasiocalyx Pittier
- Cordia lasseri G.Agostini ex Gaviria
- Cordia latiloba I.M.Johnst.
- Cordia lauta I.M.Johnst.
- Cordia lenis Alain
- Cordia leonis (Britton & P.Wilson)
- Cordia leptoclada Urb. & Britton
- Cordia leslieae J.S.Mill.
- Cordia leucocalyx Fresen.
- Cordia leucocephala Moric.
- Cordia leucocoma Miq.
- Cordia leucomalla Taub.
- Cordia leucomalloides Taroda
- Cordia leucophlyctis Hook.f.
- Cordia leucosebestera Griseb.
- Cordia liesneri J.S.Mill.
- Cordia lima (Desv.) Roem. &
- Cordia limicola Brandegee
- Cordia linearicalycina Killip ex Estrada
- Cordia lippioides I.M.Johnst.
- Cordia llanense Killip ex Estrada
- Cordia lomatoloba I.M.Johnst.
- Cordia longiflora Colla
- Cordia longifolia A.DC.
- Cordia longipedunculata (Britton & P.Wilson)
- Cordia longipetiolata Warfa
- Cordia longituba Chodat & Vischer
- Cordia lowryana J.S.Mill.
- Cordia lucayana (Millsp.) J.F.Macbr.
- Cordia lucidula I.M.Johnst.
- Cordia lutea Lam.
- Cordia macleodii Hook.f. & Thomson
- Cordia macrantha Chodat
- Cordia macrocephala (Desv.) Kunth
- Cordia macrodonta Killip
- Cordia macrophylla L.
- Cordia macuirensis Dugand & I.M.Johnst.
- Cordia macvaughii J.S.Mill.
- Cordia magnoliifolia Cham.
- Cordia mairei Humbert
- Cordia mandimbana E.S.Martins
- Cordia marioniae Feuillet
- Cordia martinicensis (Jacq.) Roem. &
- Cordia mayoi Taroda
- Cordia megalantha S.F.Blake
- Cordia membranacea A.DC.
- Cordia meridensis Gaviria
- Cordia mexiana I.M.Johnst.
- Cordia mhaya Kerr
- Cordia micayensis Killip
- Cordia micronesica Kaneh. & Hatus.
- Cordia microsebestena Loes.
- Cordia millenii Baker
- Cordia mirabiliflora A.DC.
- Cordia mirabiloides (Jacq.) Roem. &
- Cordia moaensis (Moldenke) Alain
- Cordia mollissima Killip
- Cordia moluccana Roxb.
- Cordia molundensis Mildbr.
- Cordia monoica Roxb.
- Cordia morelosana Standl.
- Cordia mukuensis Taton
- Cordia multicapitata Britton ex Rusby
- Cordia multispicata Cham.
- Cordia munda I.M.Johnst.
- Cordia myxa L.
- Cordia naidophila I.M.Johnst.
- Cordia nashii Urb. & Britton
- Cordia nelsonii I.M.Johnst.
- Cordia neowediana A.DC.
- Cordia nervosa Lam.
- Cordia nesophila I.M.Johnst.
- Cordia nettoana Taub.
- Cordia nevillii Alston
- Cordia nipensis Urb. & Ekman
- Cordia nivea Fresen.
- Cordia nodosa Lam.
- Cordia oaxacana A.DC.
- Cordia oblongifolia Thwaites
- Cordia obovata Balf.f.
- Cordia obtusa Balf.f.
- Cordia ochnacea A.DC.
- Cordia octandra A.DC.
- Cordia oligodonta Urb.
- Cordia olitoria Blanco
- Cordia oliverii (Britton) Gottschling &
- Cordia oncocalyx Allemão
- Cordia ovalis R. Br.
- Cordia panamensis L.Riley
- Cordia panicularis Rudge
- Cordia parvifolia A.DC.
- Cordia paucidentata Fresen.
- Cordia pedunculosa Griseb.
- Cordia perbella Mildbr.
- Cordia perrottetii Wight
- Cordia perroyana Urb. & Ekman
- Cordia peruviana Roem. & Schult.
- Cordia peteri Verdc.
- Cordia picardae Urb.
- Cordia pilosa M.Stapf & Taroda
- Cordia pilosissima Baker
- Cordia platyphylla Steud.
- Cordia platystachya Killip ex Estrada
- Cordia platythyrsa Baker
- Cordia podocephala Torr.
- Cordia poliophylla Fresen.
- Cordia polycephala (Lam.) I.M.Johnst.
- Cordia polystachya Kunth
- Cordia porcata Nowicke
- Cordia propinqua Merr.
- Cordia protracta I.M.Johnst.
- Cordia prunifolia I.M.Johnst.
- Cordia pulchra Millsp.
- Cordia pulverulenta (Urb.) Alain
- Cordia ramirezii Estrada
- Cordia resinosa Estrada
- Cordia revoluta Hook.f.
- Cordia rhombifolia Estrada
- Cordia rickseckeri Millsp.
- Cordia ripicola I.M.Johnst.
- Cordia rogersii Hutch.
- Cordia roraimae I.M.Johnst.
- Cordia rosei Killip
- Cordia rotata Moc. ex A.DC.
- Cordia rubescens Estrada
- Cordia rufescens A.DC.
- Cordia rupicola Urb.
- Cordia rusbyi Britton ex Rusby
- Cordia saccellia Gottschling & J.S.Mill.
- Cordia sagotii I.M.Johnst.
- Cordia salvadorensis Standl.
- Cordia salviifolia Juss. ex Poir.
- Cordia sangrinaria Gaviria
- Cordia sauvallei Urb.
- Cordia scaberrima Kunth
- Cordia scabra Desf.
- Cordia scabrifolia A.DC.
- Cordia schatziana J.S.Mill.
- Cordia schomburgkii A.DC.
- Cordia schottiana Fresen.
- Cordia scouleri Hook.f.
- Cordia sebestena L.
- Cordia seleriana Fernald
- Cordia selleana Urb.
- Cordia sellowiana Cham.
- Cordia senegalensis Juss. ex Poir.
- Cordia sericicalyx A.DC.
- Cordia serratifolia Kunth
- Cordia sessilifolia Cham.
- Cordia setigera I.M.Johnst.
- Cordia setulosa Alain
- Cordia shaferi (Britton) Alain
- Cordia silvestris Fresen.
- Cordia sinensis Lam.
- Cordia sipapoi Gaviria
- Cordia skutchii I.M.Johnst.
- Cordia somaliensis Baker
- Cordia sonorae N.E.Rose
- Cordia spinescens L.
- Cordia splendida Diels
- Cordia sprucei Mez
- Cordia stellata Greenm.
- Cordia stellifera I.M.Johnst.
- Cordia stenoclada I.M.Johnst.
- Cordia stenoloba Gürke
- Cordia stenophylla Alain
- Cordia stenostachya Killip ex Gaviria
- Cordia steyermarkii Gaviria
- Cordia striata Fresen.
- Cordia strigosa Spreng.
- Cordia stuhlmannii Gürke
- Cordia subcordata Lam.
- Cordia subdentata Miq.
- Cordia subtruncata Rusby
- Cordia suckertii Chiov.
- Cordia suffruticosa Borhidi
- Cordia sulcata A.DC.
- Cordia superba Cham.
- Cordia tacarcunensis J.S.Mill.
- Cordia taguahyensis Vell.
- Cordia tetrandra Aubl.
- Cordia thaisiana G.Agostini
- Cordia tinifolia Willd. ex Roem.
- Cordia toaensis Borhidi & O.Muñiz
- Cordia tomentosa (Lam.) Schult.
- Cordia toqueve Aubl.
- Cordia torrei E.S.Martins
- Cordia tortuensis Urb. & Ekman
- Cordia trachyphylla Mart.
- Cordia triangularis Urb.
- Cordia trichoclada A.DC.
- Cordia trichocladophylla Verdc.
- Cordia trichostemon A.DC.
- Cordia trichotoma (Vell.) Arráb. ex
- Cordia troyana Urb.
- Cordia truncata Fresen.
- Cordia truncatifolia Bartlett
- Cordia ucayaliensis (I.M.Johnst.) I.M.Johnst.
- Cordia ulei I.M.Johnst.
- Cordia umbellifera Killip ex G.Agostini
- Cordia uncinulata De Wild.
- Cordia utermarkiana Borhidi
- Cordia valenzuelana A.Rich.
- Cordia vanhermannii Alain
- Cordia vargasii I.M.Johnst.
- Cordia varronifolia I.M.Johnst.
- Cordia venosa Hemsl.
- Cordia vestita (A.DC.) Hook.f. &
- Cordia vignei Hutch. & Dalziel
- Cordia wagnerorum R.A.Howard
- Cordia watsonii N.E.Rose
- Cordia weddellii I.M.Johnst.
- Cordia williamsii G.Agostini ex Gaviria
- Cordia wurdackiana Feuillet
- Cordia yombomba Vaupel

### Noms non résolus
- Cordia alnifolia Hornem.
- Cordia ayacuchensis Killip
- Cordia berteroi Spreng. ex Griseb.
- Cordia bilsensis J.S. Mill.
- Cordia candida Vell.
- Cordia caroliniana García-Barr.
- Cordia caucana Killip
- Cordia caudata Killip
- Cordia chamaedryoides Roem. & Schult.
- Cordia chamissoniana Steud.
- Cordia chlophylla Vahl
- Cordia chrysocarpa Baker
- Cordia clarkiana J.S. Mill.
- Cordia cornifolia Casar.
- Cordia cripicola I.M. Johnst.
- Cordia egyptiaca Raf.
- Cordia ernesti Vaupel
- Cordia estrellensis Glaz.
- Cordia fiburcata Roem. & Schult.
- Cordia finlaysoniana Wall.
- Cordia floribunda (Desv.) Spreng.
- Cordia francisci Ten.
- Cordia glaziovii (Mez) Taub.
- Cordia glomerata Lem.
- Cordia gracilens I.M. Johnst.
- Cordia humboldtii Willd. ex Roem.
- Cordia incognita Gottschling & J.S.Mill.
- Cordia ipomoeifolia Hook.
- Cordia irvingii Baker
- Cordia killipii García-Barr.
- Cordia klugii Killip
- Cordia latora Buch.-Ham. ex Royle
- Cordia laurifolia Killip
- Cordia limecola Brandegee
- Cordia lineaticalyx Killip
- Cordia llanorum Killip
- Cordia macrostachya (Ruiz & Pav.)
- Cordia macrothyrsa A.Chev.
- Cordia manabiensis Killip
- Cordia mariquentensis Kunth
- Cordia martinicensis Sieber ex Griseb.
- Cordia meziana Gürke
- Cordia microcephala Willd. ex Roem.
- Cordia mollucana Roxb.
- Cordia munneco Kunth
- Cordia nitida Willd. ex Roem.
- Cordia oblongifolia Hochst. ex A.DC.
- Cordia occidentalis Killip
- Cordia odorata Gürke
- Cordia palmeri Rose
- Cordia paniculata Sieber ex C.Presl
- Cordia perrottetii A.DC.
- Cordia pollita Willd.
- Cordia populifolia Baker
- Cordia portoricensis Spreng.
- Cordia purpurascens DC.
- Cordia reflexa Willd. ex Roem.
- Cordia rudis Casar.
- Cordia rusbyi Chodat
- Cordia salviifolia Kunth
- Cordia scayliensis I.M. Johnst.
- Cordia serrata Juss. ex Poir.
- Cordia serrata Gürke
- Cordia serrulata Ruiz & Pav.
- Cordia speciosa Salisb.
- Cordia spectabilis Steud.
- Cordia subserrata K.Krause
- Cordia syringifolia (Baker) G.Piep.
- Cordia tarmensis K.Krause
- Cordia tisserantii Aubrév.
- Cordia ubanghensis A. Chev.
- Cordia venosa Killip
- Cordia villosa Spreng.
- Cordia virescens Sessé & Moc.
- Cordia vulgaris Casar.
- Cordia weberbaueri Killip

- Liste complète